# Bernhard Hildebrandt Dawson

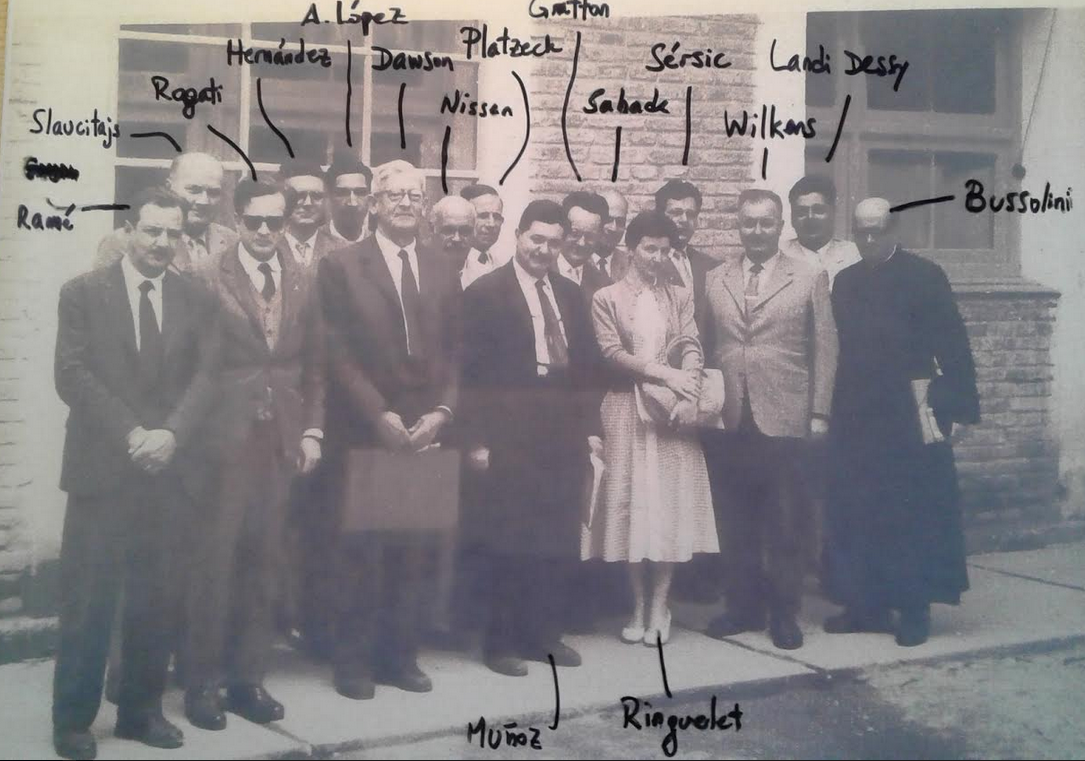
Gründer der Asociación Argentina de Astronomia (1958), Dawson ist der Sechste von links.

Bernhard Hildebrandt Dawson (* 21. September 1890 in Kansas City (Missouri); † 18. Juni 1960 in La Plata (Argentinien)) war ein argentinischer Astronom.

## Leben
Bernhard Hildebrandt Dawson kam am 21. September 1890 als Sohn von Charles Wilmott Dawson und seiner Frau Louisa, geborene Krauss, in Kansas im US-Bundesstaat Missouri zur Welt. Er besuchte die renommierte Lake Forest Academy in Lake Forest (Illinois), studierte anschließend an der Universität von La Plata und arbeitete von 1912 bis 1914 als astronomischer Assistent am dortigen Observatorium von La Plata. 1916 erlangte er an der University of Michigan einen Bachelor of Science Abschluss und war anschließend als Astronom am Observatorium in La Plata tätig. 1933 erhielt er den Doktortitel von der  University of Michigan. Ab 1934 wurde er dann Abteilungsleiter am Observatorium und war einige Male dort Direktor. Schon seit 1918 lehrte er auch als Professor für Astronomie.
Viele von Dawsons Publikationen finden sich hier, sie umfassen Beobachtungen von veränderlichen Sternen, Doppelsternen, Kometen, Bedeckungen und Novae. Er veröffentlichte auf Englisch, spanisch und seltener sogar auf Deutsch in den Astronomischen Nachrichten. Am 9. November 1942 war er der erste Entdecker der Nova CP Puppis.
Dawson war Mitglied in nationalen und internationalen Gesellschaften, darunter  Asociación Argentina Amigos de la Astronomía, Phi Beta Kappa, Sigma Xi, American Astronomical Society, American Association of Variable Star Observers, American Association for the Advancement of Science, International Astronomical Union und die Astronomische Gesellschaft. Er war Gründungsmitglied der Asociación Argentina de Astronomía.
Bernhard Dawson war mit Mary Silvia Kaudy verheiratet, aus der Ehe gingen vier Kinder hervor.

## Ehrungen
- 1943 wurde Dawson für die Entdeckung der Nova CP Puppis mit dem Nova/Supernova Award der American Association of Variable Star Observers ausgezeichnet.[6]
- Der 1967 entdeckte Asteroid (1829) Dawson ist nach Bernhard Dawson benannt.[7]
- Im Jahre 1970 benannte die Internationale Astronomische Union den Krater Dawson offiziell nach Bernhard Dawson.[8]